# 間口漁港

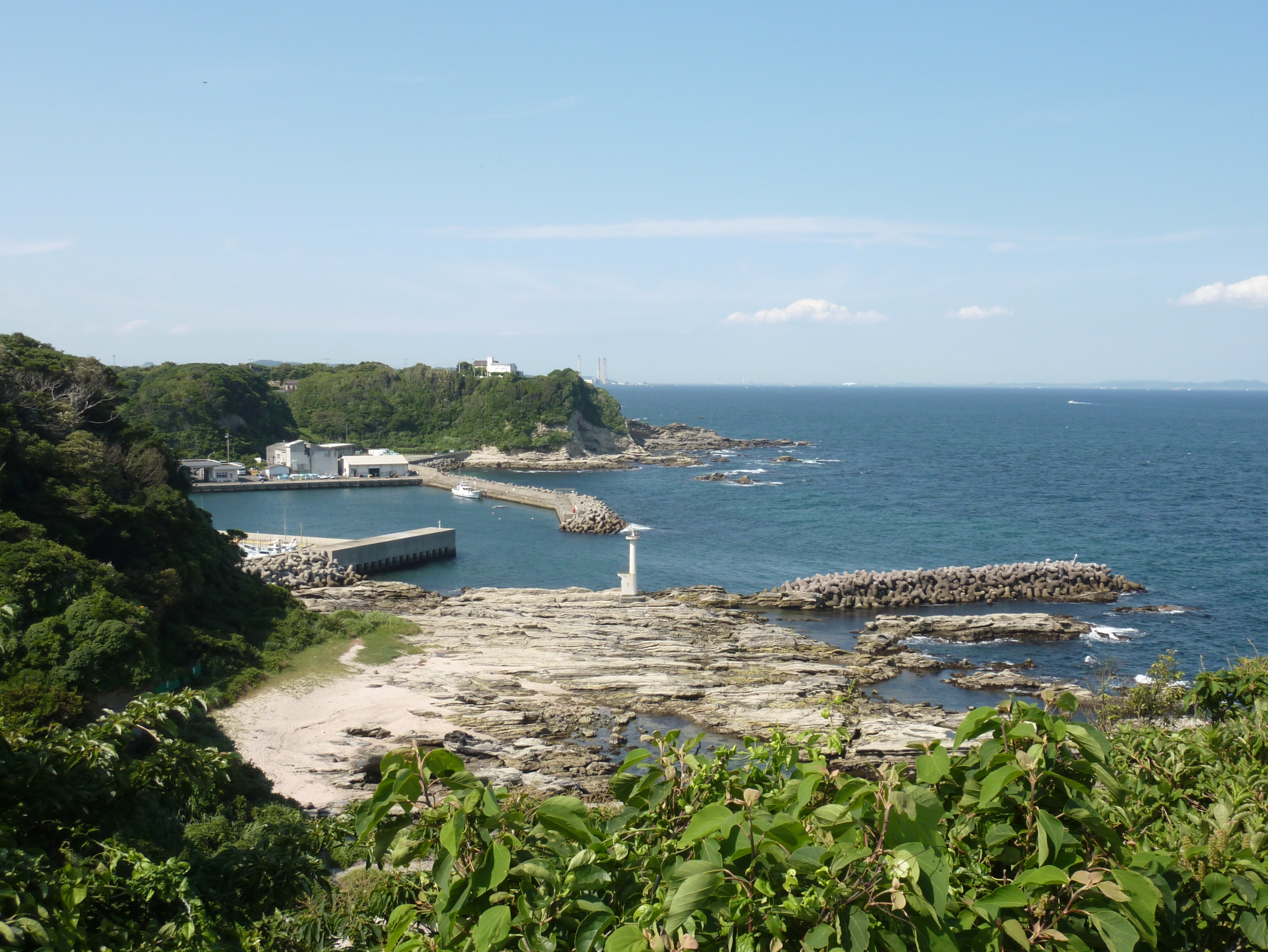
剱埼灯台より

間口漁港（まぐちぎょこう）は、神奈川県三浦市南下浦町松輪にある第2種漁港である。

## 概要
- 管理者 - 神奈川県三浦市
- 漁業協同組合 - みうら
- 組合員数 - 178名（2001年（平成13年）12月）
- 漁港番号 - 2120040

## 沿革
- 1952年12月29日 - 第2種漁港に指定

## 主な魚種
- サバ
- キンメダイ - 2002年（平成14年）度陸揚量全国10位
- イカ類
- タイ類
- サザエ

## 主な漁業
- 釣り（サバ釣り・イカ釣り）
- 刺し網漁業

## 交通
- 京急久里浜線三浦海岸駅より京浜急行バス剱崎（つるぎさき）下車徒歩20分